# Arizona Days (film 1928)
Arizona Days è un mediometraggio del 1928, diretto ed interpretato da J.P. McGowan. 

## Trama
Dolly Martin è infastidita dalla presenza di Chuck Drexel, da poco trasferitosi nelle vicinanze del ranch che ella conduce insieme al padre John nei pressi di Black Rock, Arizona. È inoltre preoccupata per il padre, che pare connivente con la banda di ladri di bestiame capeggiata da Ed Hicks.
L'associazione dei proprietari di bestiame invia sul luogo Reginald Van Wiley, che consegna a Chuck una lettera. Dolly riesce a leggerne solo una parte, e la interpreta come una velata minaccia nei confronti del padre: avverte quindi Ed Hicks, ma in tal modo la banda di malviventi viene a sapere della presenza a loro ostile dell'investigatore Van Wiley.
In realtà John Martin e Chuck Drexel si conoscono e stanno collaborando per giungere all'incriminazione dei ladri, all'insaputa di Dolly, che, consegnando la lettera ad Hicks, non ha fatto altro che assecondare i loro piani.
Più avanti, fortuitamente, Ed Hicks viene a sapere che lo stesso John Martin, nonostante l'apparente collaborazione, sta in verità cercando di smascherarlo: si reca quindi da lui, che è in compagnia di Dolly, per ucciderlo. E sarebbe riuscito nel suo intento non fosse stato per l'arrivo di Van Wiley, che in extremis lo uccide, mentre i rinforzi da lui chiamati assicurano alla giustizia l'intera banda.
Fra Chuck e Dolly, a dispetto della iniziale antipatia, si sviluppa l'amore.